# البجعة الحمراء (مسلسل)
البجعة الحمراء ((الكورية: 화인가 스캔들)) هو مسلسل كوري جنوبي، بطولة كيم ها-نيول، راين. عرض على منصة ديزني+ في 3 يوليو الى 31 يوليو 2024، تم اصدار حلقتين كل يوم الاربعاء.

## القصة
وصلت وان-سو (كيم ها-نيول) إلى القمة كلاعبة جولف. تحلم بحياة مثالية ضمن الطبقة العليا، وتتزوج من خليفة مجموعة هوين. الآن، تعمل وان-سو كرئيسة لمؤسسة واكتسبت شهرة عالمية من خلال عملها الخيري. لديها دو يون (راين) كحارسها الشخصي الجديد. دو يون، الذي تخرج من جامعة الشرطة، متفوقا في فنون الدفاع عن النفس. لقد انضم إلى فريق الأمن التابع لمجموعة هوانغ لسبب خفي. من خلال حارسها الشخصي، تواجه "وان سو" سرًا من أسرار عائلة هوين.

## طاقم
- كيم ها نيول - أوه وان سو[4]
- راين - سيو دو يون[4]
- جونغ جيو-وون - كيم يونج كوك[4]
- سيو يي سوك - بارك مي ران[4]
- يون جي مون - هان سانغ ايل[4]
- كي أون سي - جانغ تاي را[4]

## الانتاج
المسلسل من كتابة تشوي يون جونغ التي كتبت الدراما اليومية الحب فقط (2014)، ثلاث اخوات (2010). تم انتاجه من قبل شركة الانتاج تايون انترتينمنت بتعاون مع استوديو أند نيوز، لصالح منصة ديزني+. سيتكون المسلسل من 10 حلقات، سيتم اصدار حلقتين كل يوم الاربعاء.

## روابط خارجية
- البجعة الحمراء على موقع IMDb (الإنجليزية)
- البجعة الحمراء على موقع فيلمافينيتي (الإسبانية)
- البجعة الحمراء على موقع قاعدة بيانات الفيلم (الإنجليزية)
- البجعة الحمراء على هانسينما